# Лінійна молекулярна геометрія

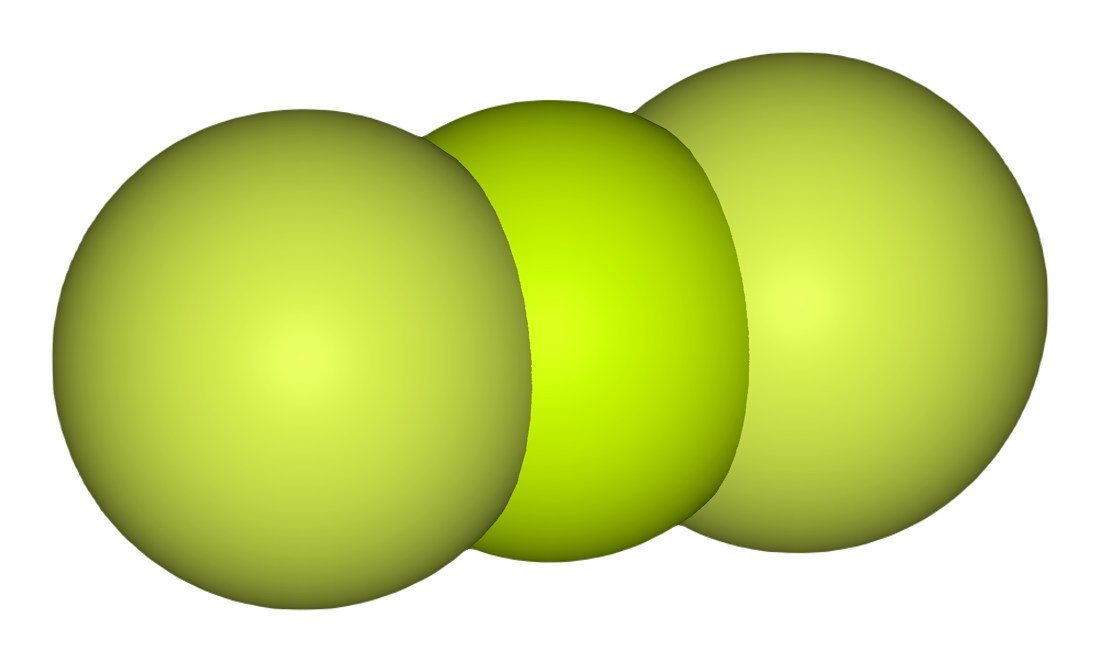
Будова молекули Фторид берилію (BeF2), сполуки з лінійною молекулою.

Лінійна молекула — тип молекулярної геометрії; молекула, побудована навколо центрального атома, зв'язаного з двома іншими атомами (або лігандами), розташованими під кутом зв'язку 180°. Лінійні органічні молекули, такі як молекула ацетилену (HC≡CH), часто описують за допомогою sp-орбітальної гібридизації для їхніх вуглецевих центрів.

Дві sp-орбіталі

Відповідно до моделі ВЕПВО (модель відштовхування електронних пар валентної оболонки), лінійна геометрія виникає навколо центрального атома з двома зв'язаними атомами та без або з трьома вільними парами (AX2 або AX2E3) в нотації AXE. Приклади нейтральних молекул AX2 з лінійною геометрією: фториду берилію (F−Be−F) з двома простими зв'язками, вуглекислий газ (O=C=O) з двома подвійними зв'язками, ціанистий водень (H−C≡N) з одним простим і одним потрійним зв'язком. Найважливішою лінійною молекулою з більш ніж трьома атомами є ацетилен (H−C≡C−H), у якому кожен з атомів вуглецю вважають центральним атомом з одинарним зв'язком з одним атомом водню та потрійним зв'язком з іншим атомом вуглецю. Прикладами лінійних аніонів є азид (N−=N+=N−) та тіоціанат (S=C=N−), а лінійним катіоном є нітроній (O=N+=O).
Лінійна геометрія також зустрічається в молекул AX2E3, таких як дифторид ксенону (XeF2), та трийодид-іоні (I−3). Як описано в моделі ВЕПВО, п'ять пар валентних електронів на центральному атомі утворюють тригональну біпіраміду, в якій три вільні пари займають менш скупчені екваторіальні позиції, а два зв'язані атоми розташовані на протилежних кінцях осі, утворюючи лінійну молекулу.